# Східноканадські бореальні ліси
Східноканадські бореальні ліси (ідентифікатор WWF: NA0605) — неарктичний екорегіон тайги, розташований на сході Канади.

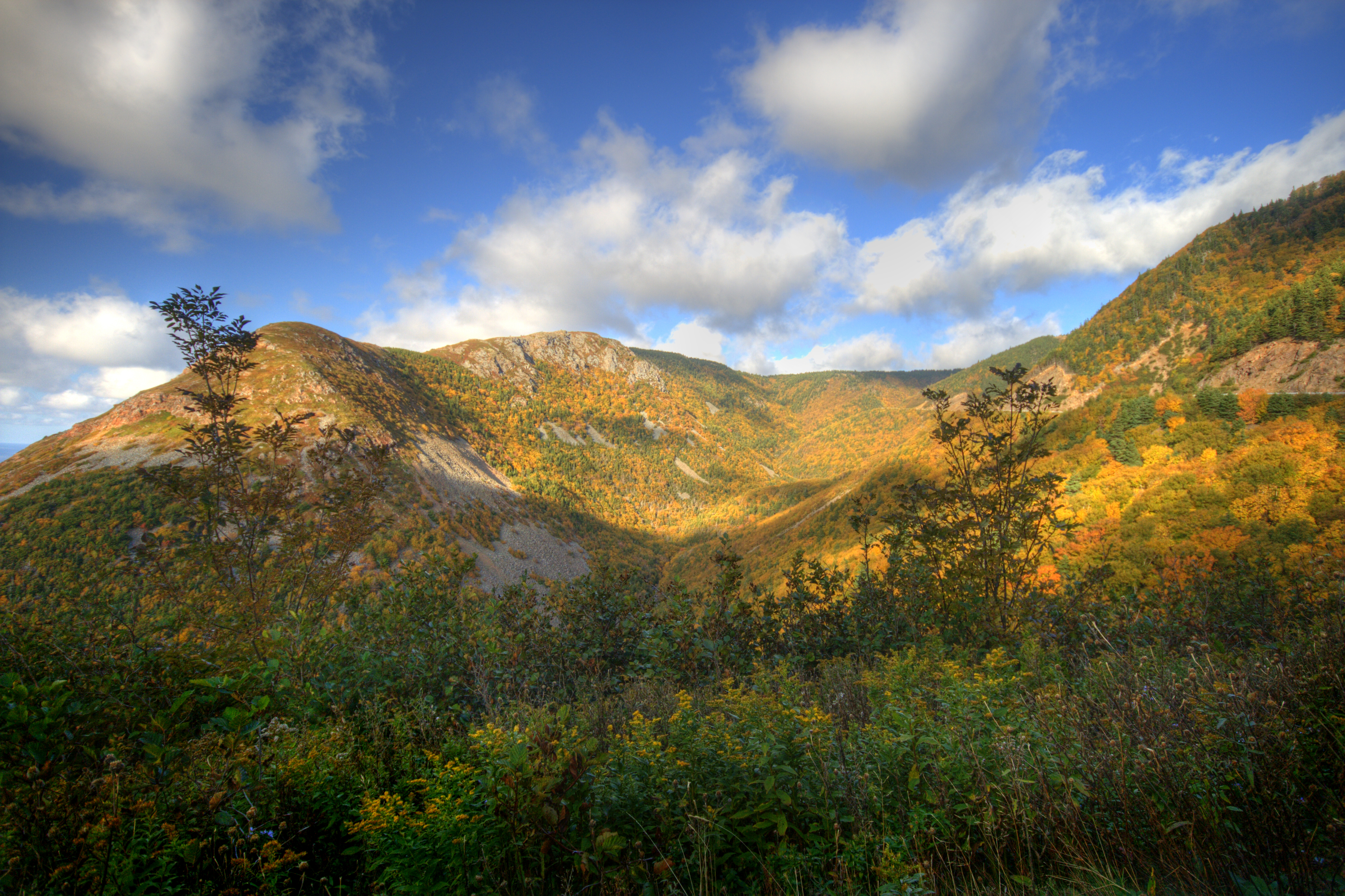
Ландшафт Кейп-Бретонського нагір'я (Нова Шотландія)

## Географія
Екорегіон східноканадських бореальних лісів охоплює східні райони Квебеку та південь Лабрадору, зокрема південний схід Лабрадорського півострова та острів Антикості у затоці Святого Лаврентія. Крім того, екорегіон включає більшу частину острова Ньюфаундленд, високогір'я північного Нью-Брансвіка та Кейп-Бретонське нагір'я на півночі острова Кейп-Бретон у Новій Шотландії. 
Рельєф регіону представлений переважно височинами та горами. На півночі регіону розташована Лаврентійська височина, основу якої складають докембрійські граніти, гнейси та інші метаморфічні та магматичні породи Канадського щита. Найвищою частиною цієї височини є Лаврентійські гори, розташовані на півдні Квебеку. Південна частина екорегіону включає найпівнічнішні хребти гірської системи Аппалачів, які на півострові Ґаспе підіймаються на висоту понад 1000 м над рівнем моря. Основу острова Антикості складають нижньопалеозойські (ордовицькі та силурійські) вапняки та сланці, що покривають породи фундаменту докембрійського щита. В часи останнього льодовикового періоду територія екорегіону була вкрита льодовиковим щитом, який залишив тут численні озера, морени та інші льодовикові форми рельєфу. На Лаврентійській височині спорадично трапляються ділянки багаторічної мерзлоти.
Південною межею екорегіону є естуарій великої річки Святого Лаврентія, що бере початок в озері Онтаріо. Серед озер, розташованих в межах екорегіону, слід відзначити озеро Мелвілл на сході Лабрадору, озеро Манікуаган, яке утворилося у великому метеоритному кратері, та озеро Сен-Жан.
На півночі екорегіон переходить у тайгу сходу Канадського щита, на заході — у ліси центральних районів Канадського щита, а на півдні — у східноканадські перехідні ліси, рівнинні ліси затоки Святого Лаврентія та ліси Нової Англії і Акадії. В горах Ньюфаундленду східноканадські ліси переходять у ліси нагір'їв Ньюфаундленду, а в прибережних районах на південному сході острова — у океанічні пустища Південного Авалону та Б'юріну.

## Клімат
На більшій частині екорегіону переважає субарктичний клімат (Dfc за класифікацією кліматів Кеппена), а на півдні — вологий континентальний або гемібореальний клімат (Dfb за класифікацією Кеппена). Літо, як правило, прохолодне, середня температура влітку коливається від 8,5 °C на півночі регіону до 14,5 °C на півдні. Зимові температурури залежать від близькості до океану. На півночі регіону, в Квебеку та Лабрадорі середня температура взимку коливається від -8 °C до -13 °C. На острові Ньюфаундленд зими коротші та м’якіші, середня температура взимку там коливається від -5,5 °C до -1 °C. Середньорічна кількість опадів коливається від 800-1000 м на заході регіону, у континентальній його частині, до 1000-1200 на Ньюфаундленді та до 1200-1600 мм у південних прибережних районах. У прибережних частинах регіону, особливо в районі протоки Бель-Айл, що розділяє Ньюфаундленд та Лабрадор, а також на Кейп-Бретонському нагір'ї, часто трапляються сильні тумани. Також на клімат прибережних частин регіону, зокрема протоки Бель-Айл, впливає морський лід.

## Флора
Основними рослинними угрупованнями екорегіону є бореальні ліси, основу яких складають бальзамисті ялиці (Abies balsamea) та чорні ялини (Picea mariana). Завдяки морському впливу Атлантики в лісах на сході регіону домінують бальзамисті ялиці (Abies balsamea). На порушених ділянках лісу зустрічаються паперові берези (Betula papyrifera), американські осики (Populus tremuloides) та чорні ялини (Picea mariana), а на морських узбережжях — сизі ялини (Picea glauca), завдяки їхній стійкості до солоних бризок. Також у прибережних районах, де часто дмуть сильні вітри, трапляються мохово-вересові пустища. 
У захищених від холодних вітрів частинах регіону, зокрема в теплих долинах навколо озера Сен-Жан, зустрічаються мішані ліси. Основу мішаних лісів, що ростуть на височинах, складають цукрові клени (Acer saccharum), великолисткові буки (Fagus grandifolia) та жовті берези (Betula alleghaniensis), а тих, що ростуть в долинах — канадські тсуґи (Tsuga canadensis), бальзамисті ялиці (Abies balsamea), сосни Веймута (Pinus strobus) та сизі ялини (Picea glauca).
Серпентинітові пустища, поширені на заході Ньюфаундленду, є одними з найбільших у світі. Це одні з найбільш вражаючих фізико-географічних особливостей Атлантичної Канади. Висока концентрація магнію і важких металів та низька концентрація кальцію в ґрунті призводить до того, що близько 85-90 % території пустищ займають голі перидотитові скелі. На цих пустищах росте багато рідкісних видів рослин. Також багато рідкісних рослин зустрічається на вапнякових пустищах і болотах Ньюфаундленду та південного Лабрадору. У цих середовищах зустрічається 115 із 270 рідкісних видів рослин Ньюфаундленду, зокрема 29 видів, які більше ніде на острові на ростуть, і три види, які є суворими ендеміками, і більше ніде у світі не зустрічаються. Ендемічні види надзвичайно рідкісні у бореальних районах Землі, які відносно нещодавно були вкриті льодовиковим щитом, через молодість ландшафту.

## Фауна
В межах екорегіону зустрічається 47 видів ссавців та близько 160 видів птахів. Серед поширених в регіоні ссавців слід відзначити східного лося (Alces alces americana), лісового карибу (Rangifer tarandus caribou), білохвостого оленя (Odocoileus virginianus), барибала (Ursus americanus), лабрадорського вовка (Canis lupus labradorius), звичайну лисицю (Vulpes vulpes), канадську рись (Lynx canadensis), американську куницю (Martes americana), американського горностая (Mustela richardsonii), смугастого скунса (Mephitis mephitis), американського зайця (Lepus americanus), північну літягу (Glaucomys sabrinus), червону вивірку (Tamiasciurus hudsonicus), канадського голкошерста (Erethizon dorsatum) та лісового бабака (Marmota monax). На берегах річок та озер поширені канадські бобри (Castor canadensis), канадські видри (Lontra canadensis), річкові візони (Neogale vison) та болотяні ондатри (Ondatra zibethicus). Раніше в екорегіоні мешкали ньюфаундлендські вовки (Canis lupus beothucus) та лабрадорські гризлі (Ursus arctos horribilis), однак наразі вони повністю вимерли.
Серед поширених в екорегіоні птахів слід відзначити білу куріпку (Lagopus lagopus), тундрову куріпку (Lagopus muta), канадську дикушу (Canachites canadensis), американського орябка (Bonasa umbellus), віргінського пугача (Bubo virginianus), яструбину сову (Surnia ulula), ялинового дятла (Picoides dorsalis), канадську кукшу (Perisoreus canadensis), канадського волоочка (Troglodytes hiemalis), малого дрозда-короткодзьоба (Catharus minimus), канадську гаїчку (Poecile hudsonicus), північного трупіальця (Euphagus carolinus), білокрилого шишкаря (Loxia leucoptera), тайгового смеречника (Pinicola enucleator), світлобрового червоїда (Leiothlypis peregrina) та жовтогузого пісняра-лісовика (Setophaga coronata). 
Атлантичне узбережжя екорегіону є частиною Атлантичного пролітного шляху та забезпечує важливе середовище існування для колоній морських птахів. Серед птахів, що гніздяться на узбережжях регіону, слід відзначити тонкодзьобу кайру (Uria aalge), товстодзьобу кайру (Uria lomvia), зеленошию пухівку (Somateria mollissima), атлантичну іпатку (Fratercula arctica) та кочівного буревісника (Fulmarus glacialis). Раніше на узбережжях регіону мешкали лабрадорські качки (Camptorhynchus labradorius), однак наразі вони повністю вимерли.

## Збереження
Оцінка 2017 року показала, що 15 242 км², або 3 % екорегіону, є заповідними територіями. Близько 40 % лісів регіону є незайманими, особливо в Квебеку на півночі регіону, натомість ліси в прибережних районах, а також на півострові Гаспе, на півночі Нью-Брансвіка та в Лабрадорі, були вирубані або значно фрагментовані. Природоохоронні території включають: Національний парк Терра-Нова, Природний заповідник Бей-дю-Нор, Природний заповідник Мідл-Рідж та Природний заповідник Авалон у Ньюфаундленді, Національний парк Монс-Вален, Національний парк Гаспезі, Національний парк Сагеней-Фіорд, Національний парк Форійон та Національний парк Антикості у Квебеку, а також Національний парк Кейп-Бретонського нагір'я у Новій Шотландії.